# Regensburg Hauptbahnhof
Regensburg Hauptbahnhof, bahnamtlich Regensburg Hbf, ist der größte Bahnhof der Stadt Regensburg. Das heutige Empfangsgebäude wurde 1892 fertig gestellt und ersetzte einen etwas südlicher gelegenen Vorgängerbau, der 1859 im Zuge der ersten Bahnanbindung der Stadt errichtet worden war.

## Heutige Lage

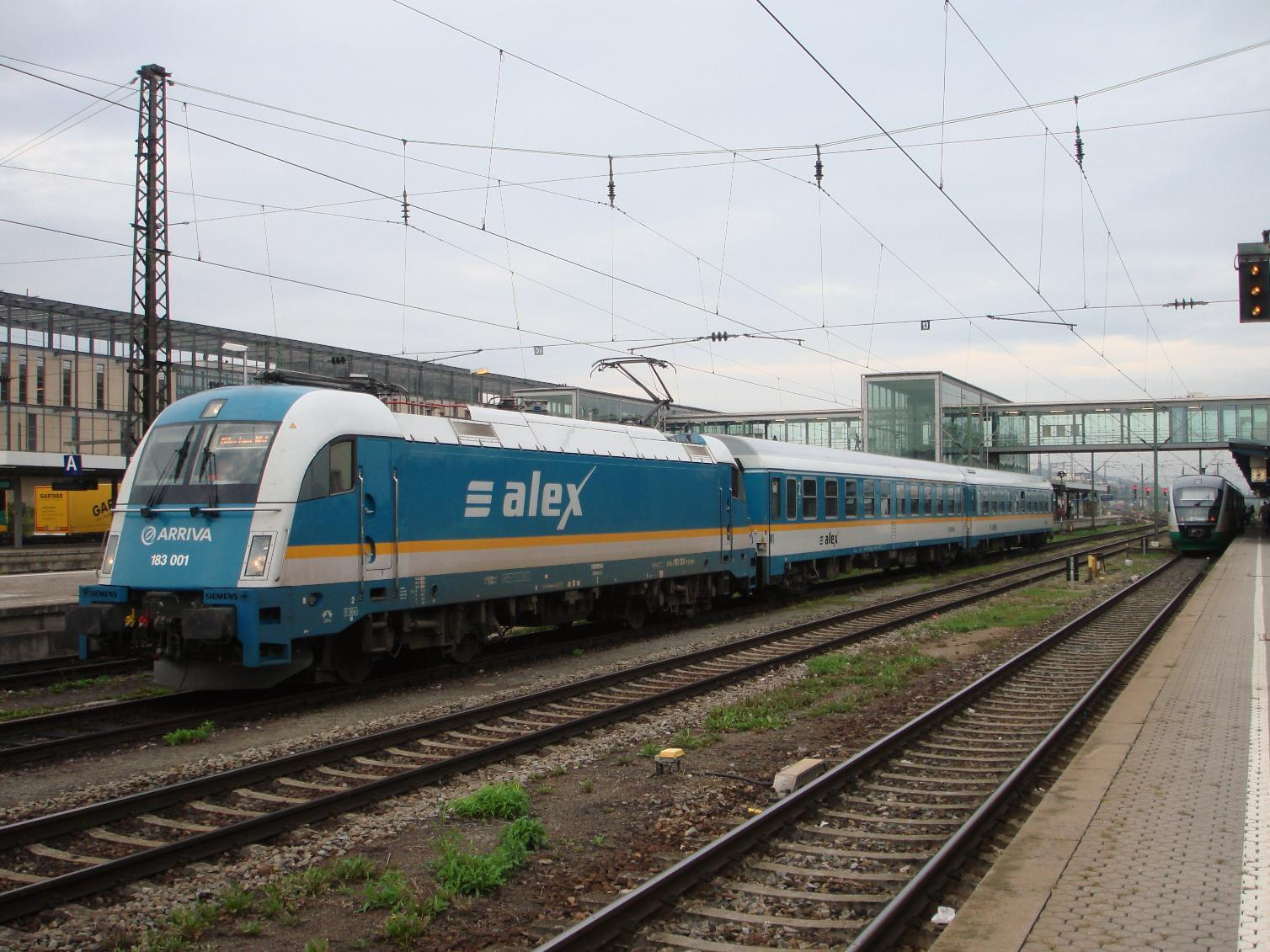
Der alex in Regensburg Hbf

Der Regensburger Hauptbahnhof befindet sich am südlichen Rand der Altstadt. Seit dem Umbau 2004 ist der Ausgang nicht nur nach Norden zur Altstadt und zum Busbahnhof möglich, sondern auch nach Süden zur Passage des Einkaufszentrums Regensburg Arcaden. Fußläufig sind auch die südlichen Stadtteile erreichbar. Die Hochschulen (Ostbayerische Technische Hochschule Regensburg bzw. Universität Regensburg) sind rund einen Kilometer, das Universitätsklinikum rund zwei Kilometer südlich entfernt.
Der Ausgang nach Norden führt zur Altstadt und zum Busbahnhof und ist nicht weit entfernt vom Schlosspark des Schlosses Thurn und Taxis, der aber nicht frei zugänglich ist. Vor dem Bahnhofsgebäude befinden sich ein Taxistand. Die Regional- und Stadtbuslinien verkehren vom ZOB zwischen Bahnhof und Maximilianstraße. Der Bahnhof bietet auch hier Einkaufsmöglichkeiten. Südlich und nördlich des Bahnhofs befinden sich 177 Park- und 300 Fahrradstellplätze.

## Geschichte

### Ausgangssituation nach 1840
Während die Städte München und Augsburg bereits 1837/1840 durch die München-Augsburger Eisenbahn-Gesellschaft und die Städte Lindau, Augsburg, Nürnberg und Hof seit 1843/1854 durch die Ludwig-Süd-Nord-Bahn mit Eisenbahnstrecken verbunden waren, wartete man zu dieser Zeit in Regensburg und Nürnberg noch vergeblich auf eine Bahnverbindung der beiden Städte. Nicht nur die Regensburger Bürger waren an dieser Verbindung stark interessiert, sondern auch Nürnberger Kaufleute, die neben einer Verbindung über Pilsen nach Böhmen auch den Hafen Regensburg als Verbindung nach Österreich und Ungarn nutzen wollten.
Im Mai 1851 wurden per Gesetz 175.000 Gulden bewilligt, um mit Planungen für eine Eisenbahnstrecke Nürnberg–Amberg–Regensburg zu beginnen. Ausgeführt wurde der Bau der Strecke dann von der privaten, königlich privilegierten Actiengesellschaft der bayerischen Ostbahnen, einer Privatbahn-Gesellschaft, die mit Erlass des Ostbahngesetzes vom April 1856 von König Maximilian II. genehmigt worden war. Aktionäre der Gesellschaft waren neben Bankhäusern der Industrielle Theodor von Cramer-Klett, Regensburger Kaufleute und auch der Fürst Maximilian Karl von Thurn und Taxis.

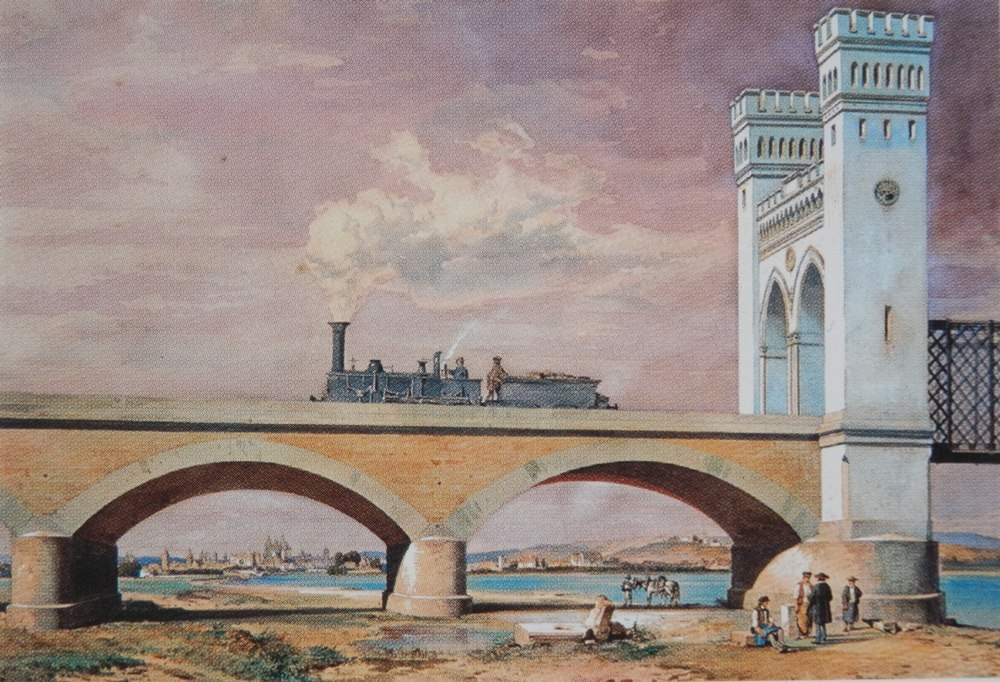
Alte Eisenbahnbrücke Schwabelweis (1860)

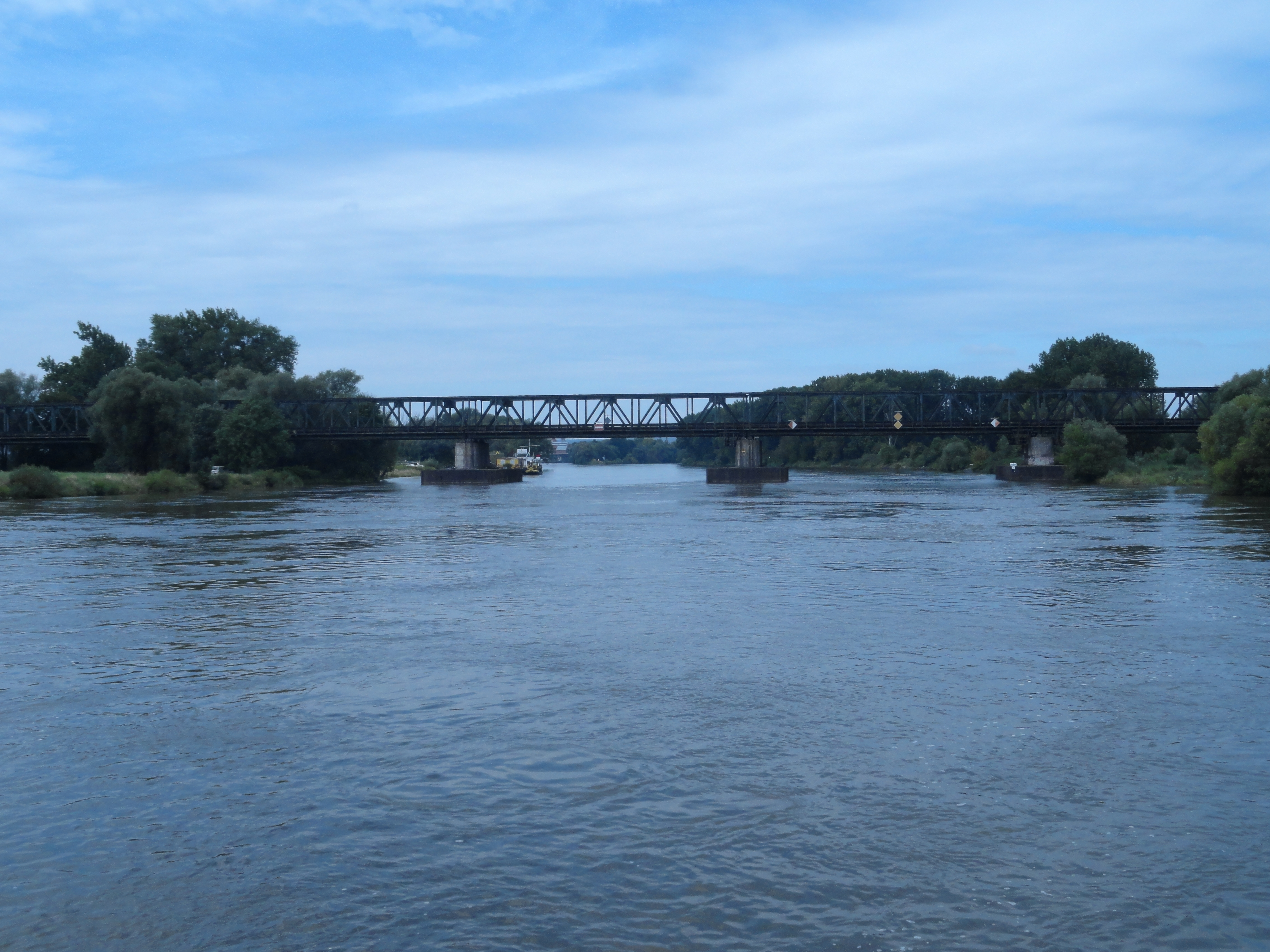
Eisenbahnbrücke Schwabelweis (2014)

### Anschluss an Nürnberg
Bei der Planung dieser Strecke hatte man sich auf eine aus heutiger Sicht ungünstige Strecke geeinigt, weil deren Vermessung schon 1851 erfolgt war. Außerdem sollte die Strecke Gebiete des Eisenerzbergbaus bei Amberg und Sulzbach, das Braunkohlegebiet bei Schwandorf und das 1851 gegründete Schienenwalzwerk (später: Maxhütte) bei Burglengenfeld anbinden. Für die letzten Bahnkilometer nach Süden von Schwandorf nach Regensburg (heute Teil der Bahnstrecke Regensburg–Weiden) bot sich das Regental an. Bei Schwabelweis musste die Donau mit einer im damaligen Maximilianstil aufwendig gestalteten Brücke mit zwei Doppelturm-Portalen überquert werden, um den Bahnhof in Regensburg zu erreichen, der südlich der Altstadt und damit deutlich südlich der Donau entstehen sollte.

### Anschluss an München und Passau
Bei der Planung dieser Süd-Nord-Strecke von München über Freising und Landshut musste auch die bereits projektierte West-Ost-Strecke von Regensburg nach Passau berücksichtigt werden. Der kleine Ort Geiselhöring wurde als Treffpunkt der beiden Strecken vorgesehen, was den Ort später zu einer Verkehrsdrehscheibe werden ließ. Der weitere Ausbau der Strecke über Sünching und den Gäuboden nach Regensburg war problemlos.

### Regensburg wird kurzzeitig Kopfbahnhof
1859 erreichten die beiden Neubaustrecken von Nürnberg und von München und Landshut kommend das Stadtgebiet von Regensburg. 1860 war auch Passau über den Anschluss an die von München kommende Strecke bei Geiselhöring mit Regensburg verbunden. Beide Strecken erreichten die Stadt von Osten her und machten damit den noch zu erbauenden Bahnhof Regensburg zu einem Kopfbahnhof. Als Standort für den Bahnhof hatte der Magistrat von Regensburg die Trümmergrundstücke beim Jesuitenplatz in der südöstlichen Altstadt vorgeschlagen. Dort waren 1809 im Verlauf der napoleonischen Kämpfe in der Schlacht bei Regensburg das Peterstor und die Stadtmauer zerstört worden und man hoffte auf Beseitigung oder Verwertung der dort seit 50 Jahren liegenden Trümmer. Aber es kam nicht zur Wahl dieses innerstädtischen Standorts, denn der beengte Standort in der Altstadt hätte eine spätere Öffnung des Kopfbahnhofs zu einem Durchgangsbahnhof für die bei der Ostbahn AG bereits in Planung befindliche kürzere Bahnstrecke in Richtung Westen nach Nürnberg über Neumarkt verhindert. Die geplante direkte Verbindung nach Nürnberg, die heutige Bahnstrecke Regensburg–Nürnberg, wurde 1869 durch ein Gesetz, erlassen von König Ludwig II. beschlossen und ging 1873 in Betrieb.

### Bahnhofsbauten

#### Erster Bahnhof und Ostbahn-Betrieb
Die Planungen zum Bau des ersten Bahnhofs als Kopfbahnhof waren schon ab 1857 erfolgt, noch bevor die späteren Streckenplanungen einen Durchgangsbahnhof erforderlich machten. Der Bahnhof und alle benötigten Zusatzbauten sollten auf einem Gelände südlich außerhalb der Altstadt entstehen, in Verlängerung der nach 1810 entstandenen Maximilianstraße, südlich des 1543 entstandenen protestantischen Friedhofs, der noch 1804 auf Anweisung des damaligen Landesherren Dalberg mit einem katholischen Friedhof nach Süden hin erweitert worden war. Das zum Bau der Bahnhofsanlagen vorgesehene Flurstück war eine um ca. 2 m vertieft von Ost nach West verlaufende Bodensenke, die sich in der Breite nach Süden hin bis zu den dort beginnenden Hügeln Eisbuckel und Galgenberg erstreckte. Dort verlief damals als Vorläufer der heutigen verkehrsreichen Friedenstraße nur ein Feldweg. Im Osten wurde das Gelände durch den Nord-Süd-Verlauf eines Weges entsprechend der heutigen Galgenbergstraße begrenzt. Im Westen wurde das Gelände durch einen Damm begrenzt auf dem in einer Rinne der Vitusbach verlief. Der Bach hatte seit Gründung des römischen Legionslagers Castra Regina auf diesem Weg zunächst das Legionslager und später die Stadt mit Brauchwasser versorgt. Der südlich bei Kloster Prüll entspringende und über Kumpfmühl nach Norden verlaufende Bach erreichte westlich der Einmündung der heutigen Universitätsstraße in die Friedensstraße die Bodensenke und floss nach Überwindung der Senke auf dem Damm weiter nach Norden, um dann beim Kloster Sankt Emmeram auf dem Emmeransplatz den Beginn der Oberen Bachgasse zu erreichen. Weil Verlauf und Wasserfluss des Vitusbaches erhalten werden sollten, musste der Bach die geplanten Bahngleise mithilfe eines Dükers unterqueren. Der Dükereinlauf befindet sich heute auf dem Grundstück Friedensstr. Nr. 5 (Nordwestecke). Der Dükerauslauf befindet sich auf Seiten der Altstadt auf dem entsprechend erhöht liegenden Grundstück Albertstr. 1 in der Fürstenallee (ehemals Gaststätte Prinzengarten).
Das zur Bebauung vorgesehene Flurstück war Teil der sogenannten Emmeramer Breite und gehörte dem Ostbahn-Gesellschafter Fürst Thurn und Taxis. Er verkaufte das Gelände im April 1857 an die Ostbahngesellschaft.
Das erste Bahnhofsgebäude wurde 1857 bis 1859 unter Leitung des Architekten Heinrich von Hügel in der Linie der nach Süden verlängerten Maximilianstraße erbaut. Das 1808 in der Sichtachse der Maximilianstraße errichtete Keplerdenkmal wurde 1859 etwas westlich versetzt, um den Zugang zum Bahnhof und die Sicht auf das Empfangsgebäude des Bahnhofs zu gewährleisten. Das langgestreckte Empfangsgebäude mit einem fünfbögigen Portikus im zweistöckigen Mittelteil, orientierte sich an Vorbildern der italienischen Renaissance und betonte mit zwei vierstöckigen Uhrtürmen, versehen mit zusätzlichen Fahnenmasten, den hohen Stellenwert der Zeitmessung in der beginnenden Zeit des Eisenbahnverkehrs. Eine hölzerne Halle überspannte beide Bahngleise. Trotz seiner Länge von 75 m war der Bau deutlich kleiner als der heutige Baukomplex. Am 7. Dezember 1859 wurden Bahnhof und Bahnstrecken mit einem Volksfest eröffnet, an dem mehr als die Hälfte der 27.000 Einwohner von Regensburg teilnahmen. Mit Jubel begrüßt wurden zwei gleichzeitig aus Nürnberg und München eintreffende Züge, die Wappen aller durchquerten Städte trugen. Die Fahrzeiten von Regensburg nach Nürnberg und nach München betrugen jeweils viereinhalb Stunden. Der Fahrpreis in der ersten Klasse betrug 360 Kreuzer, in der dritten Klasse 120 Kreuzer.

#### Ostbahn-Wagenremise und Werkstätten

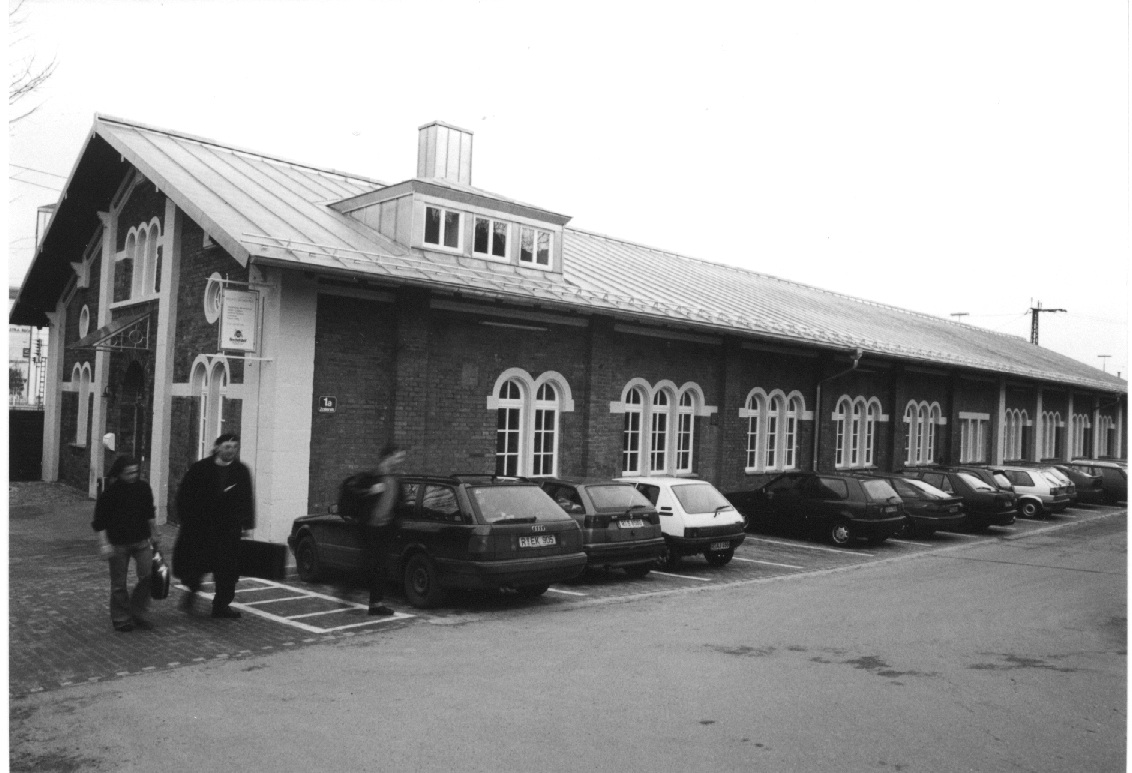
Ehemalige Ostbahn-AG Wagen-Remise.
Heute Musik-Akademie

Zum Betrieb des Bahnhofs wurden südwestlich entfernt vom Empfangsgebäude für die Dampflokomotiven mehrere Gebäude für das Bahnbetriebswerk mit Magazinen und Kohlebehältern errichtet. Auf Seite der Altstadt entstanden westlich neben dem Empfangsgebäude Abortanlagen und weit westlich vom Empfangsgebäude entfernt zwei langgestreckte Güterhallen. Dazwischen befand sich eine schon 1857 von Heinrich von Hügel geplante, dreigleisige, 53 m lange Wagenremise, ein Gebäude, das sich bis heute als einziges Gebäude aus der Ostbahnzeit an einem anderen Standort (unmittelbar östlich unterhalb neben der Galgenbergbrücke) und mit anderen Nutzungen bis heute erhalten hat. Es handelt sich um ein aufwendig gestaltetes Gebäude, mit Blankziegelbau, gegliedert durch Lisenen, Rundbogenfenstern und ausgestattet mit schwarzem Ziegeldach. Das Gebäude macht nicht den Eindruck eines bahntypischen Zweckbaus, sondern gilt als neoromanischer Bau, der gut zum sog. Maximilianstil zur Mitte des 19. Jahrhunderts passt. Heute gilt das Gebäude als ein Relikt der frühen Industriearchitektur. Die Verlagerung des Gebäudes erfolgte nach der Verstaatlichung der Ostbahn-Gesellschaft (1875) laut Protokoll der Abgeordnetenkammer vom März 1888: „Die ehemalige Ostbahn-Wagenhalle die bisher für Zwecke der Post genutzt wurde, soll abgetragen und östlich der Galgenbergbrücke wieder aufgebaut werden. “ Die Verlagerung der kompletten Wagenhalle erfolgte nach der noch nachweisbaren Durchnummerierung der wichtigen Natursteinteile. In städtischen Vermessungsdokumenten wird das Bauwerk am neuen Standort erstmals 1892 genannt. Nicht bekannt ist die Funktion der Halle am neuen Standort bis 1925. Danach wurde das Gebäude für bisher unbekannte Zeit als Fahrleitungsmeisterei genutzt. In den Folgejahren kursierten unbelegte Vermutungen über die Nutzung des Gebäudes als Remise für Salonwagen des Fürstenhauses Thurn und Taxis und dann bürgerte sich der bis heute genutzte Name Lokschuppen ein, eine Funktion, die das Gebäude sicher nie hatte. Heute wird das Gebäude als Schulgebäude der Berufsfachschule für Musik der Fachrichtungen Pop, Rock, Jazz genutzt.
Die zentrale Lage von Regensburg im Bahnnetz gab in den Folgejahren Anlass zum Bau der Zentralwerkstätten der Ostbahngesellschaft auf dem Bahnhofsgelände. Die Werkstattgebäude entstanden südlich des Bahnhofgebäudes neben dem Bahnbetriebswerk und umfassten Reparaturhallen, Lok- und Wagenschuppen, deren Gleise mit Schiebebühnen erreichbar waren. 10 Jahre später wurden diese Hallen durch Halbrundschuppen mit mittiger Drehscheibe ersetzt. Einzelne dieser Bauten und Bauteile überlebten auf dem großen Gelände die weiteren Jahrzehnte und blieben – am Ende meist unbeachtet – in den Kriegs- und die Nachkriegszeiten bis zur Aufgabe des Bahngeländes im Jahr 2000. Überlebt hat nur eine Dampfmaschine von 1863 zum Antrieb von Werkzeugmaschinen im Verkehrsmuseum Nürnberg.

#### Zweiter Bahnhof und Staatsbahn-Betrieb

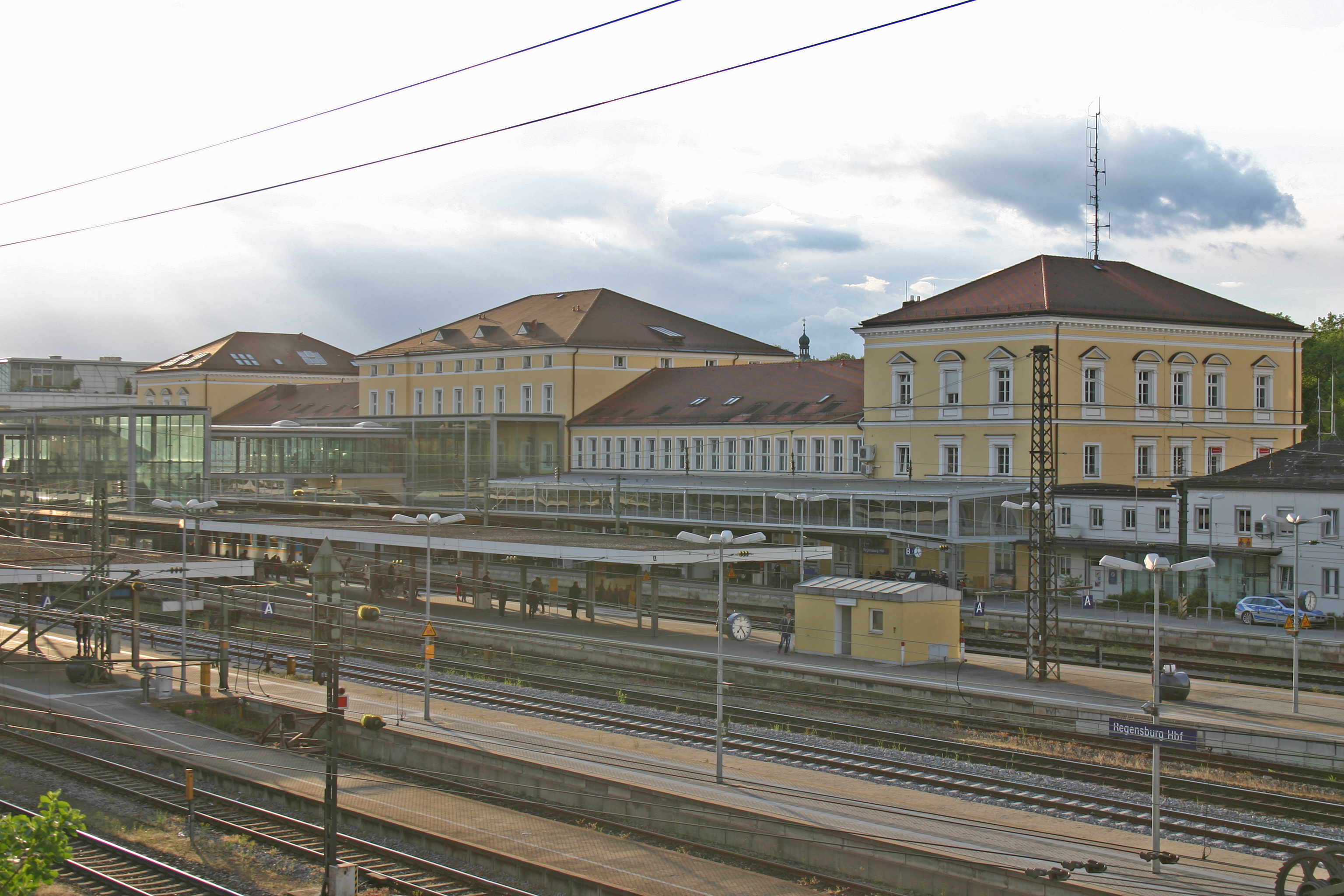
Ansicht von Süden (2014)

Ein Durchgangsbahnhof in Regensburg war nicht nur für die neue Direktverbindung der Ostbahngesellschaft nach Nürnberg über Neumarkt erforderlich, sondern auch für die von der Königlich Bayerischen Staatseisenbahn geplante sogenannte Maxbahn, die als Donautalbahn von Passau kommend, weiter von Regensburg bis nach Ingolstadt führen sollte. Der Bau dieser Staatsbahnstrecke wurde 1869 beschlossen. Nach dem Bau einer weiteren Brücke über die Donau bei Sinzing, etwas südlich der bereits bestehenden Ostbahn-Brücke wurde der Bahnbetrieb der Maxbahn 1874 aufgenommen. Zu dieser Zeit hatte das 1859 in Betrieb genommene erste Bahnhofsgebäude mit allen Zusatzanlagen bereits 15 Betriebsjahre mit der Ostbahngesellschaft hinter sich.
Die Inbetriebnahme der staatlichen Donautalbahn nach Ingolstadt 1874 und die bereits ab 1873 mögliche direkte Verbindung der privaten Ostbahn über Neumarkt nach Nürnberg hatten den Bahnhof zu einem Durchgangsbahnhof gemacht und erforderten deshalb eine erhebliche Vermehrung von Gleis- und Betriebsanlagen in Richtung Westen. Außerdem beanspruchte die Staatsbahn für ihre neue Strecke nach Ingolstadt ähnlich wie bei einem Grenzbahnhof eigene Anlagen und Gebäude. Es haben sich 9 Planentwürfe erhalten, von denen ein Entwurf sogar ein eigenes, 1 km entferntes Bahnhofsgebäude westlich der heutigen Kumpfmühlerstraße zeigt, das mit einer Verbindungsbahn an den Bahnhof der Ostbahn angeschlossen werden sollte. Über die Kosten kam es zu heftigen Streitigkeiten, die sich aber erledigten, als am 15. April 1875 die Ostbahngesellschaft einschließlich des Personals verstaatlicht wurde.
Erst zwischen 1888 und 1892, mehr als 10 Jahre nach der Verstaatlichung der Ostbahn AG kam es zum inzwischen dringend erforderlichen Neubau eines deutlich größeren und repräsentativeren Bahnhofsgebäudes aus Klinkerstein im Stil der Neorenaissance der Gründerzeit. Um das für die Bahn- und Gleisanlagen nötige südliche Bahngelände nicht zu verkleinern, wurde das neue größere Bahnhofsgebäude ca. 100 m weiter nördlich als das Vorgängergebäude platziert. Weil das nördliche Vorfeld des Bahnhofs ebenfalls nicht verkleinert werden sollte, musste der erst 1804 nördlich des Bahnhofs errichtete katholische Friedhof wieder entsprechend verkleinert werden.
Nach den Zerstörungen des Bahnhofsgebäudes im Zweiten Weltkrieg konnte der Wiederaufbau 1955 abgeschlossen werden. Im Jahre 2004 erfolgte eine umfassende Renovierung und Neugestaltung des Bahnhofgebäudes.

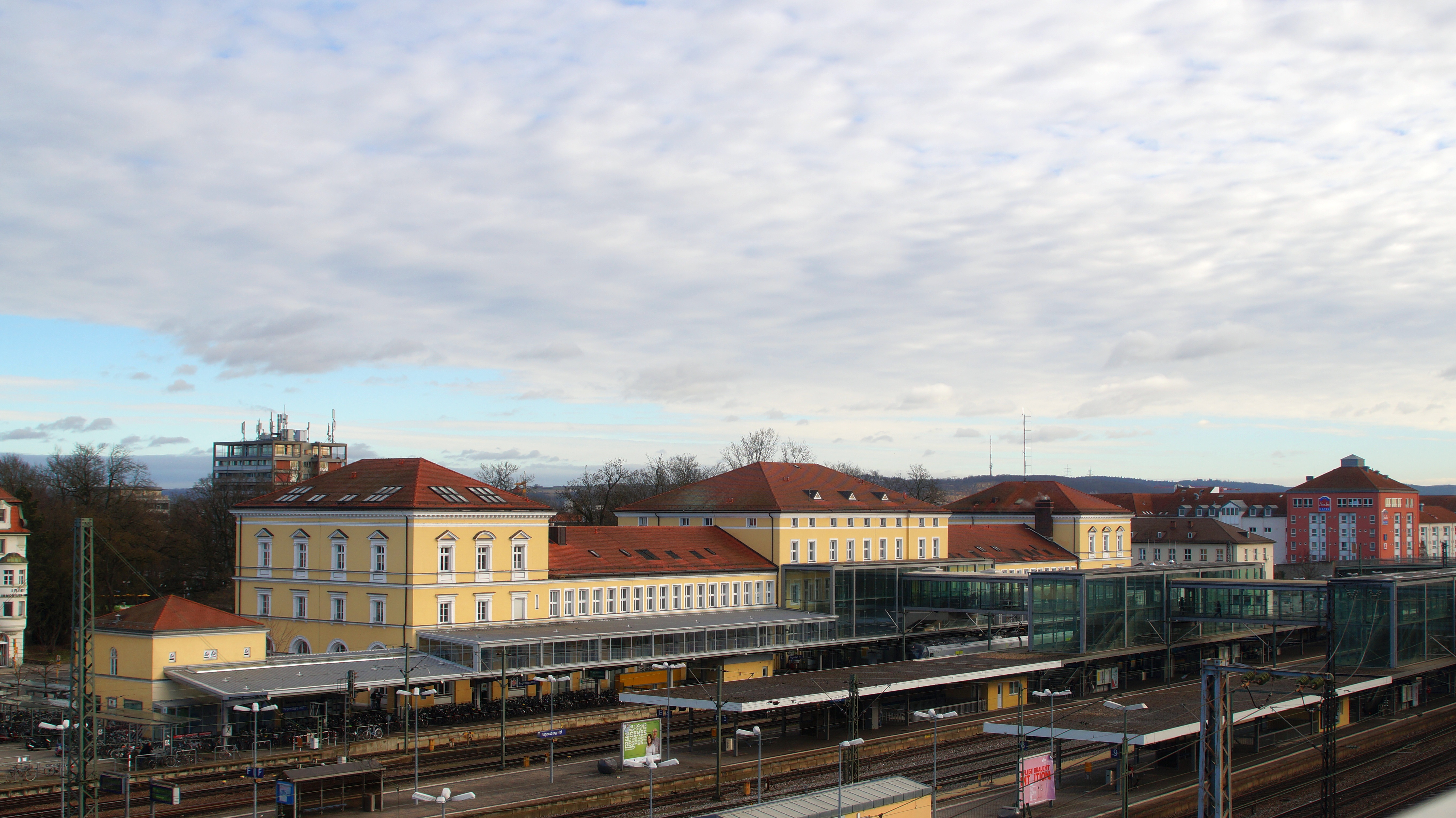
Gesamtansicht 2016

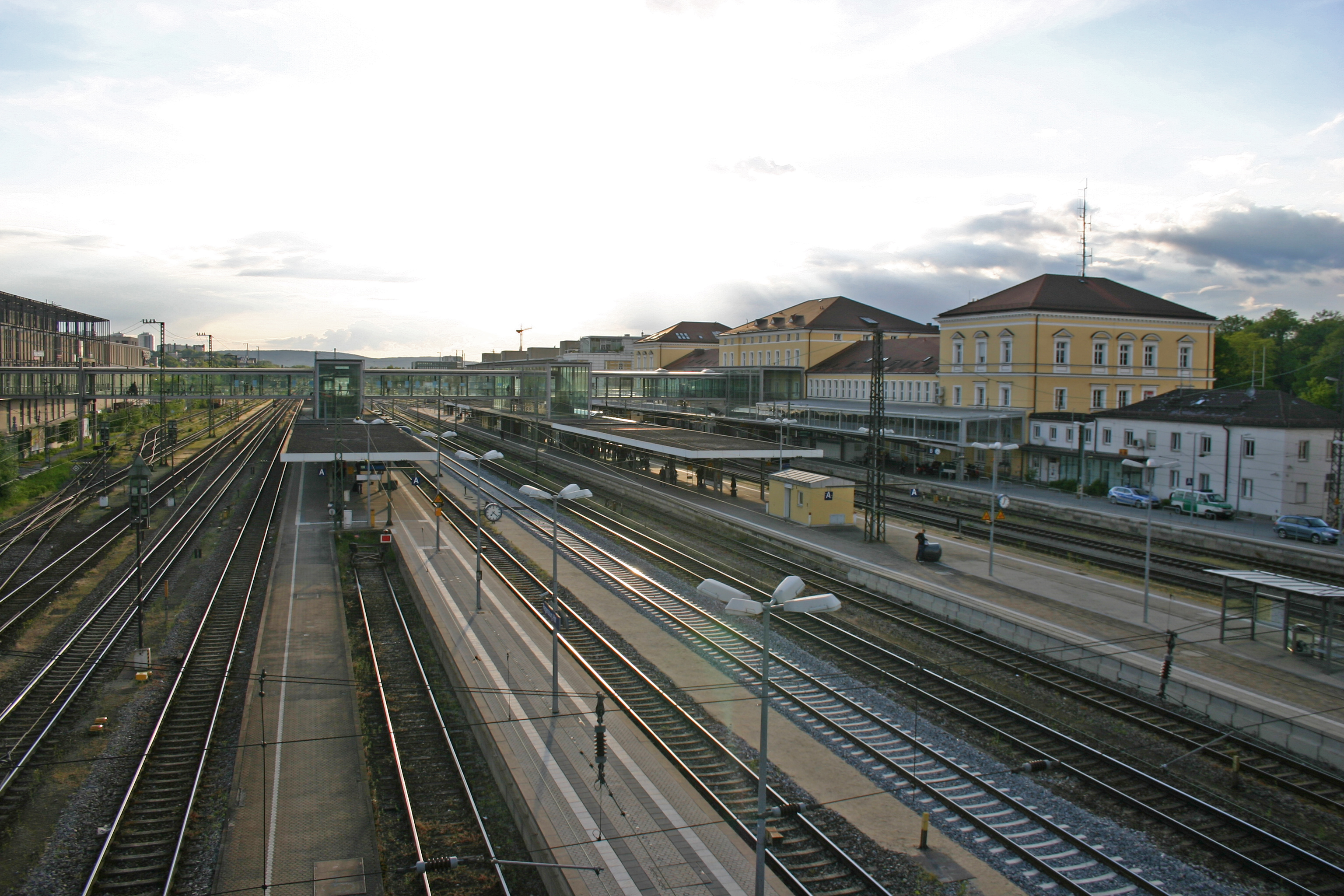
Blick über den Bahnsteig- und Gleisbereich

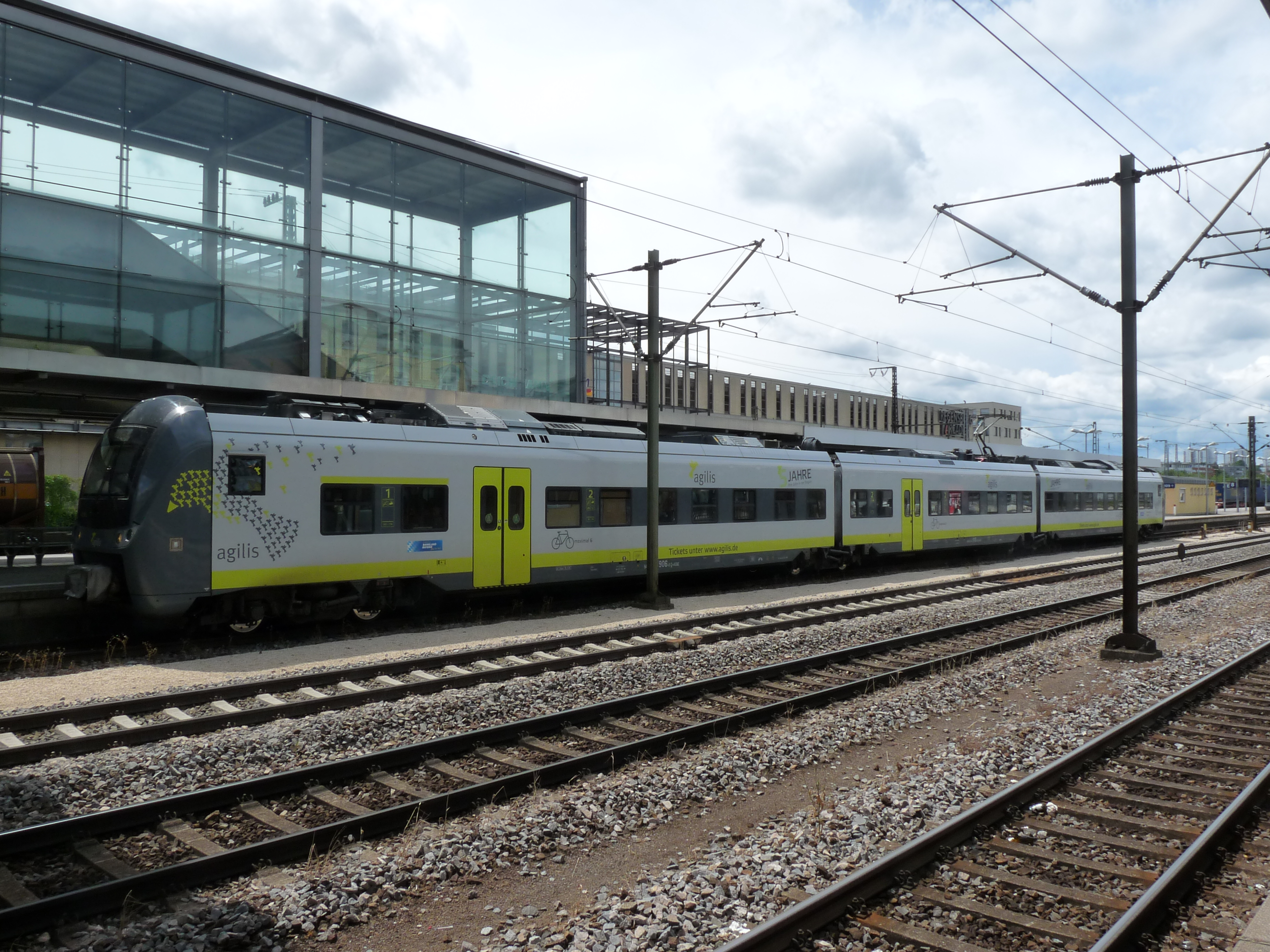
Bahnhof Regensburg (2016)

## Neuzeit
Nach knapp fünfjähriger Bauzeit ging im Frühjahr 1988 am Hauptbahnhof ein neues Zentralstellwerk in Betrieb. Mit der 24 Millionen D-Mark teuren Anlage wurden acht alte Stellwerke ersetzt, die nach Ende des Zweiten Weltkriegs instand gesetzt wurden. Die Planungen für einen Neubau wurden 1981 aufgenommen. 180 Weichen und 220 Eisenbahnsignale des Rangier- und des Hauptbahnhofs wurden zur Inbetriebnahme aus der neuen Zentrale gesteuert; die rund neun Meter lange Stelltafel war für eine Erweiterung des Stellbereichs vorbereitet worden. Erstmals im Bereich der damaligen Bundesbahn wurde das Zeitsignal nicht mehr per Kabel, sondern per Langwelle von der Sendeanlage Mainflingen bezogen.
Der unmittelbar westlich anschließende, baulich mit dem Hauptpersonenbahnhof zusammenhängende, Rangierbahnhof ist stillgelegt und zum vollständigen Abbruch vorgesehen. Im Rahmen des Sofortprogramms Seehafen-Hinterlandverkehr wurde die Durchfahrgeschwindigkeit auf den Gleisen 6 und 7 für Güterzüge von 40 auf 80 km/h angehoben. Dazu wurden 22 Weichen und etwa 800 m Gleis umgebaut. Die Maßnahme wurde im Januar 2014 abgeschlossen.
Zum Fahrplanwechsel 2014/15 wurde Gleis 101 als Stumpfgleis wieder eröffnet und dient den Zügen der Oberpfalzbahn.
Im Dezember 2030 soll ETCS Level 2 ohne Signale auf einer Länge von 26 km im Knoten Regensburg in Betrieb genommen werden. Dabei ist ein Digitales Stellwerk geplant.
Im Zuge der für 2026 geplanten Generalsanierung der Strecke Regensburg–Nürnberg sollen im Bahnhof zwei Weichen und einzelne weitere Gleise erneuert sowie ein Ausfahrsignal für die Ausfahrt ins Gegengleis Richtung Nürnberg eingebaut werden.

### Bahnstrecken und -betrieb
In Regensburg treffen sich die Strecken Nürnberg–Regensburg, Regensburg–Weiden und Regensburg–Ingolstadt. Die Bahnstrecke München–Regensburg nimmt in Obertraubling, 8 km südöstlich, die Strecke aus Passau auf. Derzeit verkehren im neungleisigen Bahnhof täglich zirka 200 Personenzüge. Außer von der Deutschen Bahn (DB Fernverkehr und DB Regio) wird der Hauptbahnhof durch zwei nichtbundeseigene Eisenbahnverkehrsunternehmen bedient: Die Länderbahn (DLB) und agilis. Dadurch ergibt sich folgendes Angebot:
| Linie                    | Strecke | Frequenz |
| ------------------------ | --- | --- |
| ICE 91                   | Wien – Regensburg – Nürnberg – Würzburg – Hamburg-Altona / Rostock                                                                                             | Zwei-Stunden-Takt |
| ICE 31                   | (Passau – Plattling – Straubing) – Regensburg – Nürnberg – Würzburg – Frankfurt – Köln – Düsseldorf – Duisburg – Essen – Dortmund – Münster – Hamburg (– Kiel) | zweimal täglich |
| IC 17                    | Wien – Passau – Regensburg – Nürnberg – Fürth – Erlangen – Bamberg – Lichtenfels – Leipzig – Berlin – Rostock – Warnemünde                                     | ein Zugpaar |
| RE2                      | München – Freising – Landshut – Regensburg – Schwandorf – Weiden (Oberpf) – Marktredwitz – Hof                                                                 | Zwei-Stunden-Takt (Überlagerung mit RE 25 zum Stundentakt zw. München und Schwandorf)                                                                                             |
| RE18                     | Ulm – Donauwörth – Günzburg – Ingolstadt – Regensburg | Sa u. So: Zwei-Stunden-Takt |
| RE22                     | (Nürnberg – Neumarkt in der Oberpfalz –) Regensburg – Eggmühl – Landshut – Moosburg – Freising – München Flughafen                                             | Stundentakt (Regensburg – München Flughafen) Zwei-Stunden-Takt (Regensburg – Nürnberg, Überlagerung mit RE 50 zum Stundentakt)                                                    |
| RE23                     | München – Landshut – Regensburg – Schwandorf – Marktredwitz – Hof                                                                                              | Einzelnes Zugpaar |
| RE25                     | München – Freising – Landshut – Regensburg – Schwandorf – Furth im Wald – Prag                                                                                 | Zwei-Stunden-Takt (Überlagerung mit RE 2 zum Stundentakt zw. München und Schwandorf)                                                                                              |
| RE40                     | Regensburg – Schwandorf – Amberg – Nürnberg | Stundentakt |
| RE50                     | Nürnberg – Neumarkt in der Oberpfalz – Regensburg – Straubing – Plattling                                                                                      | Zwei-Stunden-Takt (Überlagerung zum Stundentakt mit RE 22 Nürnberg – Regensburg und mit RB 17 Regensburg – Plattling) München – Landshut(Bay) – Regensburg – Nürnberg ein Zugpaar |
| RB15                     | (Ulm –) Donauwörth – Günzburg – Ingolstadt – Regensburg | Mo–Fr: einzelne Züge; Sa u. So: Zwei-Stunden-Takt |
| RB17                     | (Ingolstadt Nord –) Ingolstadt Hbf – Regensburg (– Straubing – Plattling)                                                                                      | Mo–Fr zw. Ingolstadt und Regensburg Stundentakt, sonst Zwei-Stunden-Takt (Überlagerung mit RE 50 zum Stundentakt Regensburg – Plattling)                                          |
| RB23                     | Regensburg – Schwandorf – Weiden (Oberpf) – Marktredwitz | Stundentakt |
| RB51                     | Neumarkt in der Oberpfalz – Regensburg | Stundentakt |
| Stand: 15. Dezember 2024 | | |

Die Lautsprecheranlage ist seit Juli 2008 digitalisiert.

### Anschluss an Stadtverkehr
Der Hauptbahnhof war früher und ist auch heute der wichtigste Knotenpunkt im Stadtverkehr Regensburg. Er wird von den meisten Omnibuslinien der Regensburger Verkehrsbetriebe (RVB) angefahren und wurde von 1903 bis 1964 auch von der damaligen Straßenbahn Regensburg und von 1953 bis 1963 auch vom Oberleitungsbus Regensburg bedient. Seit 2021 gibt es bereits einen neuen Haltepunkt Regensburg ZOB vor dem Bahnhof.